# Copris jucundus
Copris jucundus là một loài bọ cánh cứng trong họ Bọ hung (Scarabaeidae).